# ジョージ・ヘンリー・ケンドリック・スウェイツ
ジョージ・ヘンリー・ケンドリック・スウェイツ（George Henry Kendrick Thwaites; 1811年 - 1882年9月11日）はイギリスの植物学者である。スリランカで働いた。

## 略歴
ブリストルに生まれた。はじめ会計士として働き、余暇に植物学を研究した。隠花植物に興味を持ち、珪藻に関する研究を発表して、植物学者として認められた。1846年にブリストルの薬学校の植物学校の講師となった。1849年に死亡した、ジョージ・ガードナーの後任としてセイロンのペラデニヤ植物園の監督者に任じられた。
1865年に、"Enumeratio Plantarum Zeylaniæ"（「セイロンの植物一覧」）を発表し、王立協会のフェローに選ばれた。イギリス東インド会社の博物館の昆虫学者、ムーア（Frederic Moore）の著書、"Lepidoptera of Ceylon"（「セイロンの鱗翅目」）にも多くの情報を提供した。ハッガラでキナノキ（Cinchona officinalis）の栽培園をつくり、これは後にハッガラ植物園となった。
ヒメグモ科の属名、Thwaitesiaやノボタン科の植物の属名、Kendrickiaはスウェイツに因んで命名された。